# Рагби 15 репрезентација Гвама
Рагби јунион репрезентација Гуама је рагби јунион тим који представља острво Гуам у овом контактном екипном спорту. Аустралијски морнари су донели рагби на ово острво, које се налази у западном Пацифику. Први званични тест меч рагбисти Гуама одиграли су против Индије 2005. било је нерешено 8-8.

## Тренутни састав
Леонард Калво
Бреднон О'Малан
Карлос Еустакио
Сиксто Квинталиа
Фабиан Гарсес
Роб Гуереро
Базил О'Малан
Пол Кларос - капитен
Стивен Саблос
Винсон Калво
Стифен Салво
Ренди Мендиола
Џерард Агуола
Пол Еустакио
Едвард Калво
Метју Товс
Ерл Паускал
Џон Арсео
Брајан Ромиро 
Пол Калво
Марио Мартинез
Џиз Манглона